# Sagaland (Spielbücher)
Sagaland (engl. Fabled Lands) ist der Name einer Fantasy-Spielbuch-Reihe, die von den englischen Spielbuch-Autoren Dave Morris und Jamie Thomson geschrieben und Ende der 1990er-Jahre von Ravensburger auch in Deutschland veröffentlicht worden ist. Die Titelbilder entwarf Kevin Jenkins. Die Innenillustrationen der englischen Ausgabe stammen von Russ Nicholson, die der deutschen von L. Ghepetto.
Ursprünglich als zwölfbändige Buchreihe geplant, wurden in England zwischen 1995 und 1996 nur sechs Bücher veröffentlicht, bevor die Serie eingestellt worden ist. In Deutschland wurden zwischen 1997 und 1999 sogar nur die ersten vier Bücher veröffentlicht.
Seit Dezember 2010 werden die Bücher in England neu aufgelegt. In Deutschland hat der Verlag Mantikore im März 2017 angefangen, die Bücher unter dem Namen „Fabled Lands – Die Legenden von Harkuna“ wieder zu veröffentlichen, diesmal jedoch mit den originalen Illustrationen von Russ Nicholson. Mit der Neuauflage erschienen jetzt auch Band 5 und 6.

## Überblick
Die Bücher unterscheiden sich in vielerlei Hinsicht von anderen bekannten Spielbuch-Reihen (wie etwa Abenteuer-Spielbuch oder Einsamer Wolf). Am auffallendsten ist dabei das offene, nicht-lineare Spielprinzip. In anderen Spielbüchern erhält der Charakter einen Auftrag und wird in Richtung Erfüllung dieses Auftrags dirigiert. Ist dieser erledigt, so endet das Spielbuch. Die Sagaland-Reihe bietet dem Spieler eine ganze Fantasy-Welt, in der er sich frei bewegen und tun kann, was immer er möchte, ohne irgendwelche Einschränkungen. Es gibt keine fest vorgeschriebenen Aufträge und keine Möglichkeit, das Spiel zu „beenden“ (außer der Spieler stirbt). In den sechs veröffentlichten Büchern gibt es Hunderte von Aufträgen zu finden, die sich in Schwierigkeit und Länge unterscheiden. Der Spieler kann diese nach Belieben annehmen und erfüllen oder seine Zeit mit ganz anderen Dingen verbringen – reisen, handeln, erforschen oder Fähigkeiten verbessern.
Jedes Buch entspricht einer anderen geographischen Region von Harkuna und der Spieler kann problemlos zwischen den Regionen hin und her reisen, indem er zu einem anderen Buch springt. Die Bücher werden im Laufe schwerer und bieten zunehmend zähere Gegner und schwierigere Aufträge, um so den stärker und mächtiger werdenden Spielern gerecht zu werden, wenn diese durch die Bücher voranschreiten.
Weitere Unterschiede zu anderen Spielbuch-Reihen sind:
- Eine größere Anzahl von Spielabschnitten, zwischen 679 und 786
- Ausklappbare Charakterblätter und Landkarten
- Offener Handel durch Marktwaren, Investitionen und Schifffahrt
- Erwerb von großen Vermögensgegenständen wie Häusern und Schiffen
- Handlungsentfaltung durch die Benutzung von entdeckten Codewörtern
- Sich bestimmten Gruppierungen wie Mönchsorden, Banditenclans und vielen weiteren anschließen und sich so Freunde und Feinde machen

Obwohl die letzten sechs Bücher der Reihe nie veröffentlicht (oder geschrieben) worden sind, hat Dave Morris in der Vergangenheit angedeutet, dass er die Serie gern wieder zum Leben erwecken würde:
Ich würde die Serie gern vollenden. Es würde etwas dauern, sich wieder hineinzufinden, aber ich habe noch immer unsere (sehr umfangreichen) Notizen. Ich denke, der erste Schritt wäre, die Bücher 1-6 als Webseiten aufzubauen und zu sehen, welches Interesse sie hervorrufen. Ich denke, das ist heutzutage ein besseres Format für Spielbücher – wir befinden uns nicht länger in der Ära des gedruckten Wortes. Sollte das funktionieren und wäre der Webverleger in der Lage, ein Abo-System einzurichten, dann könnten Fabled Lands und viele andere Spielbuchserien in meinen Augen eine Wiedergeburt erleben.
Im September 2010 hat Dave Morris in seinem Blog angedeutet, dass der Verleger bereit wäre, grünes Licht für die Produktion der Bücher 7–12 der Serie zu geben, sofern die Neuauflage der Bücher 1–6 etwa zehntausend Exemplare verkaufen würde.

## System
Das Sagaland-System ist wie bei den meisten anderen Spielbüchern auch. Der Spieler hat sechs elementare Fähigkeiten:
- CHARISMA – das Talent, Freundschaft zu schließen und andere von einer Meinung zu überzeugen
- KAMPFKRAFT – die Stärke und das kämpferische Geschick
- ZAUBERKRAFT – die magischen Fähigkeiten
- HEILIGKEIT – die Gabe göttlicher Kraft und Weisheit
- NATURWISSEN – das Geschick, in der Wildnis zu überleben
- DIEBESKUNST – das Talent der Schläue und List

Der Anfangswert eines Spielers in jeder dieser sechs Fähigkeiten wird durch seinen Beruf bestimmt. Man kann aus sechs verschiedenen Berufen auswählen: Barde, Krieger, Magier, Priester, Wanderer und Schurke. Jeder Beruf ist in bestimmten Fähigkeiten bewandert oder schwach. Im Laufe der Bücher hat der Spieler die Möglichkeit, diese Fähigkeiten zu verbessern, indem er Aufträge erfüllt.
Wenn der Spieler die Möglichkeit erhält, eine Fähigkeit einzusetzen, dann hat die entsprechende Aufgabe einen Schwierigkeitsgrad; um die Aufgabe zu erfüllen, muss er ein Ergebnis erzielen, das über dem Schwierigkeitsgrad liegt.
Kämpfe besteht in Sagaland aus etwas abgeänderten Fähigkeiten-Würfen; die Verteidigung des Feindes ist der Schwierigkeitsgrad und der Spieler muss seinen Kampfkraft-Wert einsetzen, um seinen Gegner zu besiegen. Die Zahl, um die der Wurf des Spielers die Verteidigung des Feindes übersteigt, entspricht der Anzahl an Lebenskraft-Punkten, die der Feind verliert. Dann wird nach demselben Prinzip für den Feind gewürfelt. Der Kampf endet (wenn der Text nichts anderes besagt) dann, wenn einer der Kämpfenden tot ist.
Die Verteidigung des Spielers selbst entspricht seinem gesellschaftlichen Stand + seinem Kampfkraft-Wert + dem Bonus der Rüstung, die er trägt (sofern er eine hat). Seine Lebenskraft wird zu Beginn des Spiels festgelegt und wird jedes Mal um eine Würfelzahl erhöht, wenn er im Stand aufsteigt.
Der anfängliche gesellschaftliche Stand des Spielers entspricht der Nummer des Buches, in dem er beginnt (z. B. beginnt ein neuer Spieler in Kampf um das Königreich mit Stand 1, während ein neuer Spieler in Die endlose Steppe mit Stand 4 beginnt). Der Spieler kann im gesellschaftlichen Stand aufsteigen, indem er besonders schwierige Aufgaben erfüllt, wie etwa das Töten eines Drachen oder das Bezwingen von drei Samurai im unbewaffneten Kampf (das Buch sagt dem Spieler dann, dass er im Stand aufsteigt).
Der Spieler kann bis zu 12 Besitztümer tragen, die fett gedruckt dargestellt werden (z. B. goldener Kompass). Einige Gegenstände geben Fähigkeiten-Boni – ein Bernstein Zauberstab (Zauberkraft +1) oder ein Kettenpanzer (Verteidigung +3) zum Beispiel. Andere können sich im Verlauf des Abenteuers als nützlich erweisen oder werden für einen Auftrag benötigt. Der Spieler kann einen unbegrenzten Geldbetrag mit sich tragen.

## Bücher

### 1. Kampf um das Königreich (Das Reich des Krieges) / The War-Torn Kingdom
Sokara, eine Nation im Bürgerkrieg
Spielt kurz nach einem Bürgerkrieg im Land Sokara, wo der König bei einem Militärputsch gestürzt worden ist. Dieser Hintergrund liefert die beiden Hauptaufträge für das Buch; der Spieler kann sich entscheiden, entweder dem Thronerben und seinem Partisanentrupp zu helfen, wieder an die Macht zu kommen, oder den neuen Führer General Marlock dabei zu unterstützen, die letzten Widerstandsnester auszurotten.
Andere Aufträge umfassen die Ermordung des Rattenmensch-Königs in der Kanalisation von Yellowport, das Stehlen von Schätzen aus dem Hort des Meeresdrachen Vayss, das Liefern von Gegenständen zwischen den Druiden der Stadt der Bäume und des Waldes von Larun, das Besiegen des schwarzen Drachenritters im Kampf bis zum Tod und das Erretten eines gefangenen Gottes vom Gipfel der Teufelsspitze und einige kleinere Aufträge.

### 2. Die Stadt aus Gold (Das Reich des Goldes) / Cities of Gold and Glory
Golnir, ein reiches Land voll versteckter Gefahren
Spielt im wohlhabenden Königreich Golnir, das seinen Reichtum aus der üppigen Landwirtschaft gewinnt. Dieses Buch ist ideal, um mit dem Handeln anzufangen und/oder sich eine goldene Nase zu verdienen. Dieses Buch ist nicht so gut als Startband geeignet wie Band eins, da schwerer Aufträge zu finden sind, die auch in diesem Band erledigt werden können. Es gibt viele Aufträge, die für die Baroness Ravayne (der Herrscherin von Golnir) zu erledigen sind: ins Land Uttaku reisen und ihre Feinde ausspionieren, ins Land Akatsurai reisen und die Landesbeziehungen stärken, einen Drachen töten, eine Karte der nördlichen Berge anfertigen oder einen Verräter entlarven. Es gibt auch weitere Aufträge, z. B. die Suche nach drei magischen Artefakten für den Zauberer Estragon und das Aufspüren eines Mörders im Auftrag des Geists des Opfers.

### 3. Das Meer des Schreckens (Die Meere des Schreckens) / Over the Blood-Dark Sea
Das Violette Meer, verwegene Abenteuer und geheime Inseln auf hoher See
Spielt auf dem Violetten Meer, das den nördlichen Kontinent Harkuna vom südlichen Kontinent Ankon-Konu trennt. Ohne Schiff kann man hier nur beschränkt umherreisen, was es vor allem für unerfahrene Spielbuch-Leser schwierig macht, dieses Buch als Startbuch zu benutzen. Auf dem Violetten Meer ist eines der ersten Bücher der Serie, bei dem man sich stetiger Gefahr gegenübersieht – der Spieler ist fast immer Piraten, Stürmen oder gar Meeresungeheuern ausgesetzt.
Hauptaufträge sind die Ermordung von Amcha, dem König der Piraten, die Einschreibung in der Zaubererakademie in der Stadt Dweomer, um neue Magie zu erlernen, die Suche nach vergrabenen Schätzen auf versteckten Inseln und das Erklimmen des gewaltigen Berges auf der Sternenspitzeninsel.

### 4. Die Täler der Finsternis (Das Reich des Frostes) / The Plains of Howling Darkness
Die Große Steppe, trostlose Weiten und gefährliche Nomaden
Spielt in der Großen Steppe, einer Landschaft aus Grasland, Ebenen und Tundra, ähnlich wie Sibirien und die Mongolei. Hauptaufträge sind die Befreiung der Zitadelle von Velis Corin für den König von Sokara (eng verknüpft mit Aufträgen in Band 1), die Befreiung des Königs von Harkuna aus seinem Gefängnis unter dem Reimenden Wasser (eng verknüpft mit Aufträgen in Band 5), das Töten des unsterblichen Tyrannen Kaschuf (basierend auf der Legende von Koschei dem Unsterblichen), der über das Dorf Vodhya regiert (eng verknüpft mit Aufträgen in Band 3) und das Befreien des Zauberers Targadaz (eng verknüpft mit Aufträgen in Band 5).
Dies ist das erste Buch der Serie, das die Idee einer rauen Umwelt einführt – in der Steppe muss der Spieler ständig NATURWISSEN-Würfe machen, um genug Nahrung zu finden, und noch weiter im Norden verliert der Spieler jeden Tag einen Lebenskraft-Punkt, außer er hat einen Wolfspelz, um sich warm zu halten. Dazu kommt, dass es in diesem Buch wieder neue Götter gibt.

### 5. Das Reich der Masken / The Court of Hidden Faces
Uttaku und Alt-Harkuna, Intrigen und uralte Feindschaften
Spielt im Land Uttaku, welches das Königreich Alt-Harkuna besetzt hat. Wenn der Spieler in Die endlose Ebene den König von Alt-Harkuna aus seinem Gefängnis befreit, kann der König sein Land zurückfordern, die Besatzung durch Uttaku beenden und das Land wieder zu Wohlstand führen. In Harkuna gibt es zudem ein verlassenes Schloss, das der Spieler wieder aufbauen und in Besitz nehmen kann, sofern er in Band 4 den Zauberer Targadaz befreit hat. Die meisten anderen Hauptaufträge beinhalten Unternehmungen für die Regierung von Uttaku (auf die sich der Buchtitel bezieht).
Das Buch erhält seinen Titel vom Hof der herrschenden Adligen in Uttaku, welche kunstvolle Masken tragen, die als Statussymbol gelten und ihre Gesichter verbergen. Der König selbst wurde ohne Gesicht geboren.

### 6. Herren der aufgehenden Sonne (Das Reich der aufgehenden Sonne) / Lords of the Rising Sun
Kaiserliches Akatsurai, Land der Samurai und Ninja
Spielt in einem Land, das eindeutig dem kaiserlichen Japan entspricht. Ähnlich wie in Kampf um das Königreich ist hier gerade eine Revolution im Gange. Der selbsternannte Shogun Yoritomo hat die östliche Meeresküste für sich beansprucht, während der alte Kaiser Kiyomori weiterhin die westliche Küste kontrolliert und das Land am Rande eines Bürgerkriegs steht. Obwohl der Spieler Aufträge für beide Seiten der Revolution erledigen kann, kommt es zwischen den beiden Streitmächten nie wirklich zum Krieg wie im ersten Buch.
Andere Hauptaufträge sind die Wiederbeschaffung einer Tatsuperle von einem großen Drachen, die Erforschung des Kwaidanwaldes, um die Geheimnisse der Tengus zu erlernen, und das Betreten der Schwarzen Pagode.

### 7. Das Reich des Schlangenkönigs / The Serpent King’s Domain
Die verlorenen Stämme der Gefiederten Lande
Dieses Buch wurde in den 1990ern nie veröffentlicht, ist jedoch nach einer erfolgreichen Campagne bei Kickstarter seit Februar 2018 erhältlich. Basierend auf den Notizen von Dave Morris und Jamie Thomson hat Paul Gresty das Reich des Schlangenkönigs zum Leben erweckt. Es spielt in der Region des südlichen Kontinents Ankon-Konu, welcher Ähnlichkeiten zu Afrika oder Südamerika aufweist. Die Ausgabe ist bisher nur auf Englisch erschienen und wurde von Russ Nicholson illustriert.

### 8. Die Knochenwüste (Das Reich des Sandes) / The Lone and Level Sands
Die rauen Wüsten des westlichen Ankon-Konu
Dieses Buch wurde nie veröffentlicht, hätte aber in der Wüste der Knochen in Ankon-Konu gespielt. Das wäre wahrscheinlich das Pendant der Reihe zur Sahara gewesen. Darin gibt es auch das Blaue Grasland, das nach Informationen aus den ersten sechs Büchern von blauhäutigen Nomaden bevölkert wird, die Nachkommen der Uttakiner aus Band 5 sind, sowie Stämmen wie den Goldenen Männern und ihren fliegenden Archen. Weitere Orte wären die Stadt der Sternengucker und das Land der Versteckenden gewesen.

### 9. Die Insel der tausend Türme / The Isle of a Thousand Spires
Chrysoprais und das Stelzenmeer
Dieses Buch wurde nie veröffentlicht, hätte aber in dem westlichen Gebiet Chrysoprais und dem Stelzenmeer gespielt.
Chrysoprais hätte wohl Indien sehr geähnelt; die Namen auf der Karte haben einen indischen Beigeschmack (zum Beispiel das Purpurne Fort statt das Rote Fort). Außerdem gibt es in den ersten sechs Büchern ein paar Hinweise auf die Kultur von Chrysoprais – zum Beispiel gibt es im japanisch angehauchten Land Akatsurai aus Band 6 eine Religion, die dem „Weisen des Friedens“ folgt und sich eindeutig auf den Buddhismus bezieht. Wenn der Spieler bei einem Auftrag, der sich auf den Weisen des Friedens bezieht, scheitert, dann kann er nach Westen zum Heiligen des Geiergipfels (der in Chrysoprais liegt) reisen, um nach Erlösung und Erleuchtung zu suchen. Das deutet darauf hin, dass sowohl in Chrysoprais als auch Akatsurai Menschen den Weisen des Friedens verehren; in der Realität stammt der Buddhismus aus Indien und hat sich später nach Japan ausgebreitet.

### 10. Die Horden des Labyrinths (Das Reich der Rätsel) / Legions of the Labyrinth
Philosophenkönige des Westens
Dieses Buch wurde nie veröffentlicht, hätte aber im westlichen Land Atticala gespielt. Atticala ist eindeutig vom Antiken Griechenland inspiriert worden; die Karte von Sagaland verrät dies, da viele der Städte griechisch klingende Namen haben und mit Symbolen der griechischen Architektur dargestellt werden.
Der Name Atticala ähnelt außerdem Attika, einer Region in Griechenland.

### 11. Die Stadt in den Wolken / The City in the Clouds
Gefahr im Herzen einer weitläufigen Metropole
Dieses Buch wurde nie veröffentlicht, hätte aber in der Stadt Dangor im mysteriösen „Verbotenen Königreich“ gespielt. Es ist nicht klar, wie das Buch aufgebaut gewesen wäre, um in eine einzelne Stadt zu passen – alle anderen Sagaland-Bücher breiten sich über eine ganze Landschaft aus, in der es viele Städte und Dörfer gibt.
Über Dangor ist nur wenig bekannt, außer dass es weit oben auf Hunderte Meter hohen Klippen, den „Goldenen Klippen“, liegt. Dangors Hafen liegt offenbar zusammen mit dem Rest der Stadt ganz oben auf diesen Klippen. In Band 3 kann der Spieler in der Bibliothek von Dweomer den Bericht eines sokaranischen Seemanns lesen. Er erzählt, wie sein Schiff drei Tage lang am Fuß der Klippen gewartet hat, während ein Bergsteiger seine Dokumente zu den Hafenbehörden weiter oben gebracht hat. Da alles in Ordnung schien, wurden Wurfhaken herabgelassen und festgemacht und das ganze Schiff wurde mit einer Winde zu den Docks mehrere Tausend Fuß weiter oben gehievt.

### 12. Die Schatten der Unterwelt (Das Reich der Finsternis) / Into the Underworld
Die Unterwelt, ein Ort des Schreckens
Dieses Buch wurde nie veröffentlicht, hätte aber in der Unterwelt von Sagaland gespielt. In den ersten sechs Büchern gibt es viele Eingänge zum zwölften Buch. Einige davon führen durch Höhlen oder Tunnel, während andere magische Tore sind, indem man über die Weltkante stürzt oder sogar an Bord eines Schiffes in einem himmlischen Hafen geht. Ebenfalls findet man im Archiv des „Meisters der Dichterischen Dokumente“ in Band 5 ein Buch mit dem Namen Wie man die Unterwelt betritt, Band 1. Dort werden alle Möglichkeiten genannt um in die Unterwelt zu gelangen.
Eine Reihe von magischen Toren, die nur mit einem Grünspanschlüssel zu betreten sind, erlauben es dem Spieler, sofort zu einigen der vielen Städte in Sagaland zu reisen, die in den unveröffentlichten Büchern eingeschlossen. Eines davon nannte sich „Erebus“ und schickte den Spieler in das zwölfte Buch. In der griechischen Mythologie war Erebus ein Gott der Unterwelt.

## Geplantes MMOG
1996 entschieden sich die Autoren, ihre Erfahrung mit Spielbüchern dazu zu nutzen, um in die Computerspielindustrie vorzustoßen – und die Sagaland-Reihe mitzunehmen. Bei Eidos Interactive begannen sie die Arbeit an einem MMOG. Eidos war skeptisch, ob ein MMOG erfolgreich sein würde, war aber daran interessiert, herauszufinden, was dabei herauskommt. Sie gaben den Autoren ein Team, um die notwendige Technologie zu recherchieren. Die Pläne des Teams waren für die späten 1990er äußerst ehrgeizig, da das Sagaland-MMOG eine fortgeschrittene KI beinhalten sollte, die wie ein digitaler Spielleiter agiert und die Spielerfahrung für jeden Spieler einzeln anpasst.
Die Spiele wurden nie veröffentlicht; laut Morris und Thomson lag das an ihren eigenen, überambitionierten Entwürfen, Kollegen, die ihre Ideen nicht verstanden, und der allgemein schlechten Leitung von Spieldesign und -entwicklung zu dieser Zeit.